# Larousse gastronomique
«Larousse gastronomique» (Ларусс гастрономик), «Гастрономическая энциклопедия Ларусс» — гастрономическая энциклопедия (кулинарная книга). Книга в основном посвящена французской кухне и содержит рецепты блюд, биографии известных людей, статьи об истории гастрономии, техниках приготовления и кулинарных терминах. Первое издание содержало малое количество нефранцузских блюд, в поздних изданиях их число намного увеличилось. Энциклопедия переведена на 8 языков.

## История
Первое издание вышло в 1938 году под редакцией Проспера Монтанье и с предисловием Огюста Эскофье и Филеаса Жильбера (фр. Philéas Gilbert). Жильбер также помогал при создании энциклопедии. Поскольку он вместе с Эскофье был соавтором Le Guide Culinaire, это привело к частичному совпадению содержания двух книг. Эскофье отметил, когда его попросили написать предисловие, что он мог «видеть своими глазами» и «Монтанье не может скрыть от меня, что он взял „Le Guide“ за основу своей новой книги и определённо позаимствовал множество рецептов».
Последующие три издания на французском вышли в 1960, 1967, 1984 под редакцией Проспера Монтанье и кулинарного колумниста Робера Куртины.
Пятое издание 1996 года претерпело большое обновление, которое было выполнено под патронажем гастрономического комитета во главе с шеф-поваром Жоэлем Робюшоном. Книга была дополнена рецептами и статьями о продуктах со всего мира.
С шестого издания 2007 года энциклопедия получает название Grand Larousse gastronomique. Также вышла под патронажем гастрономического комитета с Жоэлем Робюшоном во главе.
Следующая редакция французской энциклопедии издана в 2012 году.
Первый перевод энциклопедии на русский язык выполнен издательством «Издательство гастрономической литературы „Чернов и К°“» с последнего на 2007 год шестого французского издания. Переводное издание состоит из пятнадцати томов, выпуск которых занял почти 10 лет: 1-й том был выпущен в 2007 году, 15-й — в 2016. Оно содержит свыше 4000 словарных статей, более 3000 из которых составляют рецепты, и проиллюстрировано более чем 6000 иллюстрациями.
Третье английское издание 2001 года было обновлено и содержит дополнительный материал о кухнях других стран мира, число страниц доходит до 1350. Оно также доступно в кратком издании (2003). Новое, обновленное и исправленное издание было опубликовано 13 октября 2009 года издательством «Hamlyn» в Великобритании.

### Перевод на русский
- Гастрономическая энциклопедия Ларусс. В 15 томах. Том 1. Абиньяды — Бюнь / Пер. с фр. А. Кржижевский и др.. — Чернов и К°, 2007. — 336 с. — ISBN 9785989370047 / 9785989370108 / 9785989370085.
- Гастрономическая энциклопедия Ларусс. В 15 томах. Том 2. Вайслаккер — Гратоны / Пер. с фр. А. Кржижевский и др.. — Чернов и К°, 2008. — 350 с. — ISBN 9785989370047 / 9785989370054 / 2035602270 / 2035823609.
- Гастрономическая энциклопедия Ларусс. В 15 томах. Том 3. Гато — Зубрик / Пер. с фр. А. Кржижевский и др.. — Чернов и К°, 2009. — 399 с. — ISBN 9785989370047 / 9785989370153 / 2035602270 / 2035823609.
- Гастрономическая энциклопедия Ларусс. В 15 томах. Том 4. Ивишень — Колбаса / Пер. с фр. А. Кржижевский и др.. — Чернов и К°, 2009. — 404 с. — ISBN 9785989370047 / 9785989370184 / 2035602270 / 2035823609.
- Гастрономическая энциклопедия Ларусс. В 15 томах. Том 5. Колбаски — Кюшоль / Пер. с фр. А. Кржижевский и др.. — Чернов и К°, 2009. — 352 с. — ISBN 9785989370047 / 9785989370207 / 2035602270 / 2035823609.
- Гастрономическая энциклопедия Ларусс. В 15 томах. Том 6. Лабардан — Марой / Пер. с фр. А. Кржижевский и др.. — Чернов и К°, 2010. — 404 с. — ISBN 9785989370047 / 9785989370221 / 9785989370078 / 2035602270 / 2035823609.
- Гастрономическая энциклопедия Ларусс. В 15 томах. Том 7. Мароккански — Мятный соус / Пер. с фр. А. Кржижевский и др.. — Чернов и К°, 2010. — 431 с. — ISBN 9785989370047 / 9785989370245.
- Гастрономическая энциклопедия Ларусс. В 15 томах. Том 8. Наан — Ощипывать / Пер. с фр. А. Кржижевский и др.. — Чернов и К°, 2011. — 351 с. — ISBN 9785989370047 / 9785989370269 / 2035602270 / 2035823609.
- Гастрономическая энциклопедия Ларусс. В 15 томах. Том 9. Паб — Полба / Пер. с фр. А. Кржижевский и др.. — Чернов и К°, 2011. — 432 с. — ISBN 9785989370047 / 9785989370368 / 2035823609.
- Гастрономическая энциклопедия Ларусс. В 15 томах. Том 10. Полдник — Робюшон / Пер. с фр. А. Кржижевский и др.. — Чернов и К°, 2011. — 428 с. — ISBN 9785989370047 / 9785989370108 / 9785989370085.
- Гастрономическая энциклопедия Ларусс. В 15 томах. Том 11. Ровоам — Соба / Пер. с фр. А. Кржижевский и др.. — Чернов и К°, 2012. — 435 с. — ISBN 9785989370047 / 9785989370399.
- Гастрономическая энциклопедия Ларусс. В 15 томах. Том 12. Сарбонада — Тефлон / Пер. с фр. А. Кржижевский и др.. — Чернов и К°, 2013. — 440 с. — ISBN 9785989370047 / 9785989370450.
- Гастрономическая энциклопедия Ларусс. В 15 томах. Том 13. Тефтели — Форель / Пер. с фр. А. Кржижевский и др.. — Чернов и К°, 2014. — 448 с. — ISBN 9785989370047 / 9785989370566.
- Гастрономическая энциклопедия Ларусс. В 15 томах. Том 14. Форестьер — Чуфа / Пер. с фр. А. Кржижевский и др.. — Чернов и К°, 2014. — 334 с. — ISBN 9785989370047 / 9785989370528.
- Гастрономическая энциклопедия Ларусс. В 15 томах. Том 15. Шабишу-дю-Пуату — Ячмень / Пер. с фр. А. Кржижевский и др.. — Чернов и К°, 2016. — 484 с. — ISBN 9785989370047 / 9785989370719.

### Перевод на английский
- Larousse gastronomique: the encyclopedia of food, wine & cookery, Ed. Charlotte Turgeon and Nina Froud. New York, Crown Publishers, 1961. The English translation of the 1938 edition. ISBN 0-517-50333-6[3]
- Montagné, Prosper. Larousse Gastronomique: The New American Edition of the World’s Greatest Culinary Encyclopedia. Edited by Jennifer Harvey Lang. New York: Crown, 1988. Second English edition.ISBN 0-609-60971-8[4]
- Montagné, Prosper. Larousse Gastronomique: The World’s Greatest Culinary Encyclopedia. Edited by Jennifer Harvey Lang. New York: Clarkson Potter, 2001. Third English edition. ISBN 978-0-600-62042-6[5]